# Jens Liljestrand
Jens Liljestrand, född 18 december 1974 i Västerviks församling, Kalmar län, är en svensk författare, litteraturvetare och journalist.

## Biografi
Liljestrand är uppväxt i Moçambique, Uppsala och Karlskrona. Under 1990-talet studerade han vid Lunds universitet och var under sin studietid bland annat medlem av redaktionen för tidningen Lundagård och förman för Akademiska Föreningens studentaftonutskott.
2001 medverkade han som deltagare i dokusåpan Baren där han bland annat uppträdde i drag.
Han debuterade som författare 2003 med reportageboken Made in Pride. År 2004 gav han ut ytterligare en reportagebok, Vi äro svenska scouter vi, ett porträtt av medelklassens barn och de olika ambitioner som fostrar dem. Hans skönlitterära debut ägde rum 2008 med novellsamlingen Paris–Dakar. Den följdes 2011 av Adonis, uppbyggd kring medlemmarna i en sångargrupp från Lund.
Liljestrand tilldelades 2008 Tidningen Vi:s litteraturpris; enligt motiveringen "för sina hjärtskärande och överraskande berättelser, där han med osviklig språklig precision och grym humor gestaltar den nutida svenske mannens vilsenhet".
Han disputerade den 12 december 2009 vid Lunds universitet på avhandlingen Mobergland: personligt och politiskt i Vilhelm Mobergs utvandrarserie.
Liljestrand har varit kritiker i Sydsvenskan och Dagens Nyheter.  Sedan 2013 är han biträdande kulturchef på Expressen.

### Familj
Jens Liljestrand är son till läkaren Jerker Liljestrand och sonson till farmakologen Åke Liljestrand.

## Priser och utmärkelser
- 2008 – Gleerups skönlitterära pris
- 2008 – Tidningen Vi:s litteraturpris[8]
- 2018 – John Landquists pris[9]
- 2019 – Lagercrantzen[10]
- 2019 – Axel Hirschs pris[11]
- 2019 – Letterstedtska författarpriset[12]